# Pachypodium lealii
Espèce
Classification phylogénétique
Statut CITES
Pachypodium lealii Welw. est une espèce de plante xérophyte succulente de la famille des Apocynacées originaire d'Afrique australe. Son nom vernaculaire arbre bouteille rappelle la forme enflée de son tronc.
Cette espèce est l'une des quatre espèces africaines du genre Pachypodium, les autres étant endémiques de Madagascar. C'est une espèce protégée, inscrite à l'annexe II de la convention de Washington (CITES).